# قضاء الصقلاوية
قضاء الصقلاوية أحد أقضية محافظة الأنبار في العراق ومركزه مدينة الصقلاوية. يقع قضاء الصقلاوية على ضفاف نهر الفرات وحدودها تصل الجسر الياباني على الطريق السريع من الجهة الغربية أما من الجهة الشرقية فيحدها قضاء الكرمة أما من الجهة الشمالية تقع حدودها إلى بحيرة الثرثار.
كان القضاء ناحية تتبع قضاء الفلوجة حتى عام 2017 عندما صوت مجلس محافظة الأنبار على تحويل ناحية الصقلاوية إلى قضاء.
أغلب سكانها من عشائر المحامدة وتسكنها عشائر أخرى مثل البكارة والبوعيسى وتشتهر الصقلاوية بالزراعة مثل زراعة الحنطة والشعير والخضراوات وكذلك بعض الفواكه.
ومن معالم الصقلاوية، المعهد التقني التابع للجامعة التقنية الوسطى.

## مقاطعات الصقلاوية
| المقاطعة  | مساحتها |
| --------- | ------- |
| أبو سديرة |         |
| البو عكاش |         |
| عوينات    |         |
| الزغاريت  |         |
| المصالحة  |         |
| أبو رميلة |         |
| البوشجل   |         |